# Yahya Hassan
Yahya Hassan, född 19 maj 1995 i Århus, död 29 april 2020 i Århus, var en dansk poet av palestinsk härkomst. Han utgav två oerhört uppmärksammade diktsamlingar under sin livstid.

## Biografi

### Bakgrund
Yahya Hassan var av palestinsk härkomst och presenterades i sin första bok som "statslös palestinier med danskt pass". Efter en uppväxt i ett belastat område i västra Århus med våld och kriminalitet började Hassan skriva dikter. Under en vistelse på institutionen Solhaven i Farsø, där han placerats, överraskade hans skriftliga arbeten en av lärarna.  Hassan började skriva koncentrerat och började på författarutbildning. Han gick på folkhögskolan i Vallekilde under 2013, och från samma år på högskoleutbildningen Forfatterskolen i Köpenhamn.

### Uppmärksammad debut
Hans självbetitlade debutdiktsamling Yahya Hassan kom 2013 och blev till den mest sålda debuten i form av diktsamling, i Danmark någonsin. Normalt trycks en diktdebut i Danmark i runt 700 exemplar, att jämföra med Hassans 11 000, ett antal som tog slut samma dag som de släpptes. Fram till 2019 har den utgivits i tolv länder och sålts i 122 000 exemplar. Diktsamlingen, som till stor del tolkats som självbiografisk, har väckt stor debatt på grund av hans uttalade kritik mot våldet som hans barndomsort kantades av, dansk politik och islam. Vid uppläsningen av sin debut-diktsamling i dansk TV mottog han flera dödshot.
Hassans poesi var experimentell i både form och innehåll och innehöll inslag av expressionism. Båda diktsamlingarna består av dikter som gestaltar olika dimensioner av våldsutövande gentemot diktjaget och kopplar den personliga smärtan till en större kontext av politiskt och kulturellt förtryck. Dikterna är inte skrivna i bunden form. Ljudbilden byggs huvudsakligen upp genom upprepningar, allitterationer och assonanser, där rytmen skiftar beroende på vers. Expressionismen eftersträvar objektiva och opersonliga uttryck, samtidigt som stämningen kan växla drastiskt – en diktning som ger uttryck åt människans innersta känslor. Respektive diktsamlingar belyser olika dimensioner av diktjaget och uttrycker olika utforskande blick utåt. Ett genomgående drag för bägge verken är att diktjaget hävdar, beskriver och konfronterar verkligheten. 
Yahya Hassan fick stor medial uppmärksamhet eftersom hans debutsamling var efterlängtat och han hade inte varit fåordig under intervjuer. Hassan hade ambitionen att uttala sig om all förtryck han hade fått uppleva – statligt förtryck utifrån sin uppväxt som barn till flyktingar, den resursbrist som präglade hans barndomsort, hedersförtryck samt de utmaningar han mötte som ung rasifierad man i ett vitt samhälle. Han uttryckte en vilja att kritisera hyckleri i sig oavsett om den var statlig, personlig eller religiös. Hassan kritiserade praktiserande muslimer utifrån sina erfarenheter av deras hyckleri i form av bland annat våldsutövande. Han menade att han inte hade någon ambition att rikta kritik mot andra religiösa grupper, eftersom han inte hade erfarenhet av att tillhöra någon annan religion. Dessutom uttryckte han en stark besvikelse över hur media hade framställt hans tankar om religiös och samhälleligt förtryck som direkta och uteslutande anklagelser mot islam som tro. Genom hans poesi, främst i debutsamlingen, kan man se att diktjagets gestaltning av hyckleri inte nödvändigtvis uteslutande utgår från religiös identitet, men även utifrån fattigdom, hedersförtryck, psykisk ohälsa och systematisk marginalisering. 
Bland sina inspirationskällor har Hassan nämnt Dostojevskij, Michael Strunge och särskilt Karl Ove Knausgårds självbiografiska böcker.
Mötet i Solhaven fick ytterligare en aspekt då den debuterande 40-åriga författaren Louise Østergaard i januari 2014 utgav romanen ORD, som blev betecknad som en "märklig blandning av självbiografi, fiktion, nyckelroman och autofiktion." I en intervju bekräftade hon att hon hade varit tillsammans med Hassan. I romanen, där personerna omtalas med "jag" och "du", inleder en 38-årig lärarinna och en 16-åring dansk-palestinsk elev en passionerad och problematisk kärleksaffär.

### Politik, kriminalitet
7 april 2015 meddelade Yahya Hassan att han tänkte ställa upp i Folketingsvalet 2015 som kandidat för det nystartade Nationalpartiet. Partiet kallar sig för ett inkluderande mittenparti som står på socialliberal grund.. Men Nationalpartiet fick inte de cirka 20 000 underskrifter som krävs för att registrera ett nytt parti i folketingsvalet. I stället ställde Yahya Hassan upp som fristående kandidat i Østjyllands Storkreds där han fick 944 röster i Folketingsvalet 2015, det hade dock krävts 20 000 röster för att han skulle ha kommit in i Folketinget. I februari 2016 blev Yahya Hassan utesluten från Nationalpartiet, efter att han anhållits för narkotikainnehav.
Yahya Hassan blev i september 2016 dömd till 1 år och 9 månaders fängelse för att bland annat att ha skjutit en 17-åring i benet med ett illegalt vapen efter att han hamnat i bråk på en pizzeria i Århus. En tid efter frisläppandet erkände han ytterligare 42 brott – inklusive misshandel, hot och skadegörelse – och dömdes till psykiatrisk vård på obestämd tid.

### Andra diktsamlingen
Hösten 2019 kom Hassans andra diktsamling ut, betitlad Yahya Hassan 2. Diktsamlingen, som författats inifrån hans psykiatriska vård, rönte stor uppmärksamhet.

### Död
Hassan hittades död i sin lägenhet i Århus i april 2020, 24 år gammal.